# Monumento a Giovanni Battista Piatti
Il monumento a Giovanni Battista Piatti è una scultura in bronzo di Salvatore Pisani posta in Largo la Foppa a Milano. Fu inaugurata il 18 novembre 1894 in memoria dell'ingegner Piatti (1813-1867), inventore delle perforatrici poi utilizzate nello scavo del Traforo ferroviario del Frejus. 

## Descrizione
Nel 1872 si costituì un comitato per l'erezione del monumento alla memoria dell'ingegnere, morto nel 1867. La sottoscrizione per il monumento fu iniziata da Antonio Stoppani nel 1876 e continuata, alla morte di Stoppani, da Luca Beltrami.
La sera prima dell'inaugurazione Luca Beltrami tenne una conferenza nel ridotto del Teatro alla Scala per illustrare il contributo scientifico di Piatti per il traforo ferroviario del Frejus e il merito a lui sottratto da Sommeiller, Grandis e Grattoni.
La colonna del basamento porta le seguenti epigrafi. Sul lato posteriore: ERETTO L'ANNO 1894; alla destra della statua: NATO IN MILANO IL 10 FEBBRAIO 1812; alla sinistra della statua: MORTO IN MILANO IL 4 SETTEMBRE 1867; e sul davanti: G. B. PIATTI / NEL FEBBRAIO 1853 / FU IL PRIMO A PROPORRE PER IL TRAFORO DEL CENISI0 / ORIGINALI E PRATICHE APPLICAZIONI DELL'ARIA COMPRESSA / AL BENEMERITO DELL'ARDUA IMPRESA / CUI LA SORTE NEGÒ IN VITA ONORI E COMPENSI / AMICI AMMIRATORI POSERO.»
(Descrizione del monumento)